# Eastsound
Eastsound (o East Sound) è il principale agglomerato urbano dell'isola di Orcas Island nella contea di San Juan nello Stato di Washington negli Stati Uniti.

## Agglomerato urbano
Eastsound è l'agglomerato urbano di Orcas Island, la seconda isola più popolosa (dopo San Juan Island) e fisicamente la più estesa delle San Juan Islands. L'agglomerato di Eastsound è composto principalmente da attività commerciali quali: hotel, ristoranti, negozi di souvenir, il principale supermercato dell'isola, farmacia, negozi di fai-da-te, l'aeroporto, un cinema, l'ufficio postale, le strutture amministrative, gli edifici scolastici ed alcune chiese. È presente un parcheggio pubblico che ospita particolari eventi come il mercato del contadino. L'agglomerato si affaccia sul mare tramite una spiaggia ad accesso pubblico a pochi metri di distanza dalla quale è presente Indian Island un piccolissimo avamposto roccioso. Il luogo è punto di ritrovo per molti turisti durante il periodo estivo, durante il quale sono organizzati molti eventi. A poca distanza dal centro è presente il Moran State Park.

## Geografia fisica
L'agglomerato urbano di Eastsound si trova al centro dell'omonima baia. L'area occupata è composta da una vallata sul fronte occidentale del Monte Constitution. Sul fronte meridionale, quello bagnato dal mare, è presente una spiaggia e una piccola penisola rocciosa non occupata da edifici. A pochi metri dalla costa è presente una piccola isola rocciosa conosciuta con il nome di Indian Island.

## Storia

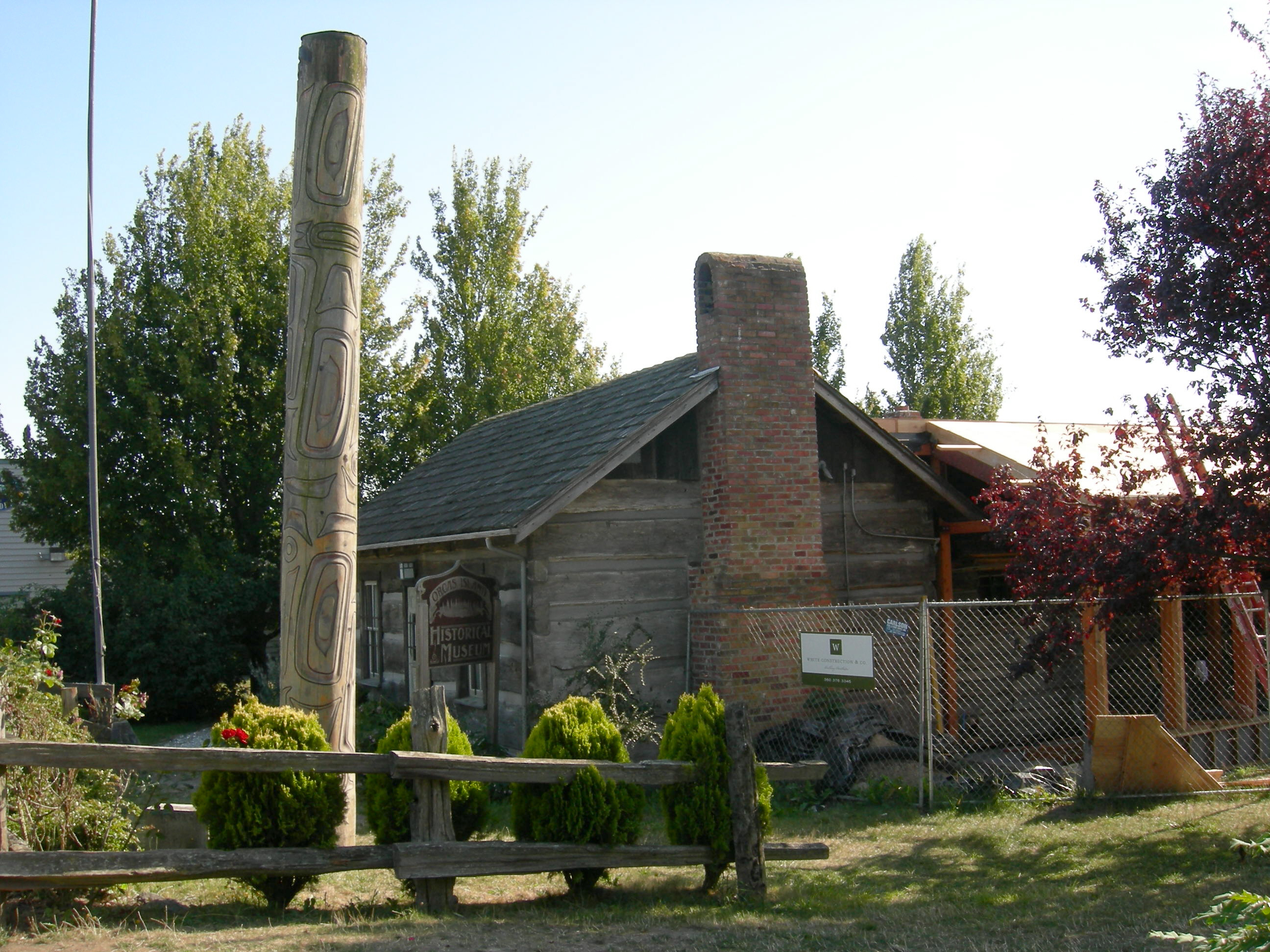
Il museo di storia di Orcas Island situato ad Eastsound

I primi abitanti di Eastsounf furono la tribù dei Lummi, che erano spesso attaccati dai guerrieri Haida, i quali viaggiarono dal sud est dell'Alaska in grosse canoe da guerra per attaccare i Lummi per schiavizzarli. Gli Haida avevano un grosso vantaggio, disponevano di armi da fuoco ottenuti commerciando con i Russi. I primi uomini bianchi arrivarono intorno al 1850, impiegati della Hudson's Bay Company inviati da Fort Victoria per cacciare cervi. I cacciatori portrono con sé il vaiolo, che, insieme agli attacchi degli Haida, decimò la nativa popolazione dei Lummi.
Uno dei primo coloni stabili europei fu Charles Shattuck, che costruì una abitazione in legno alla fine degli anni 50 del diciannovesimo secolo. Altri abitanti degni di nota tra i primi coloni furono Michael Adams, un cacciatore d'oro e di pelli dalla Pennsylvania, anche orticoltore che piantò il primo melo di Orcas. Belle Langell fu la prima bambina bianca nata sullisola, figlia di Ephraim e Rosa Langell, che avevano costruito la loro abitazione vicino Michael Adams nella attuale Eastsound. La chiesa episcopale Emmanuel fu la prima chiesa su Orcas Island, venne edificata nel 1885, dal reverendo Sidney Robert Spencer Gray, su un pezzo di terreno ceduto da Charles Shattuck.
Battelli della Puget Sound Mosquito Fleet approdavano a East Sound, uno di questi era il Sioux, un battello a vapore in acciaio costruito nel 1910 e che effettuava la rotta da Bellingham sotto la proprietà della Black Ball Line.
L' Islands' Sounder, una settimanale il cui nome originale era Orcas Sounder venne fondato nel 1964 ed ha sede ad Eastsound.

## Residenti illustri
- William Anders, astronauta[3]
- Gary Larson, disegnatore di fumetti.

## Galleria d'immagini

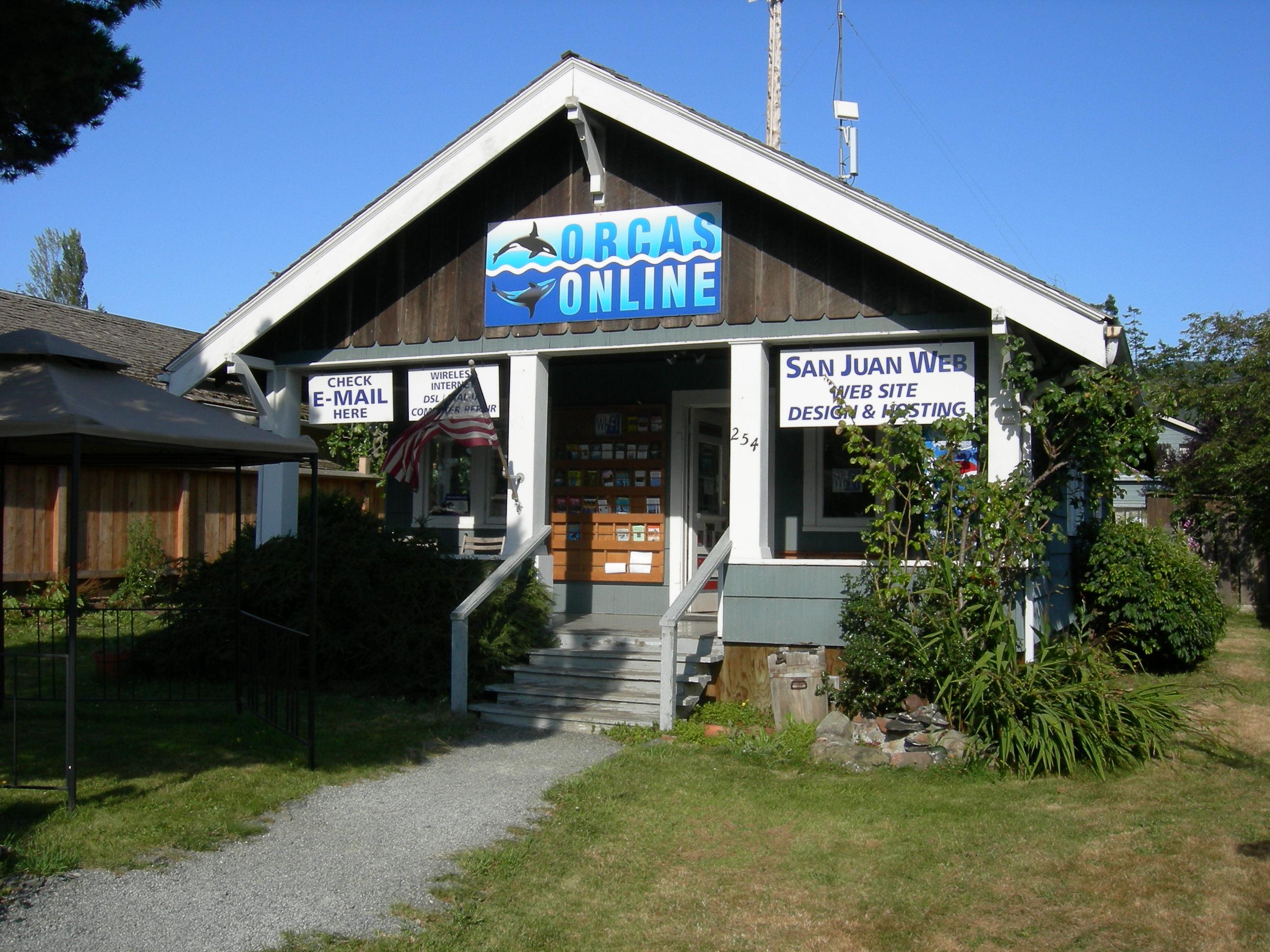
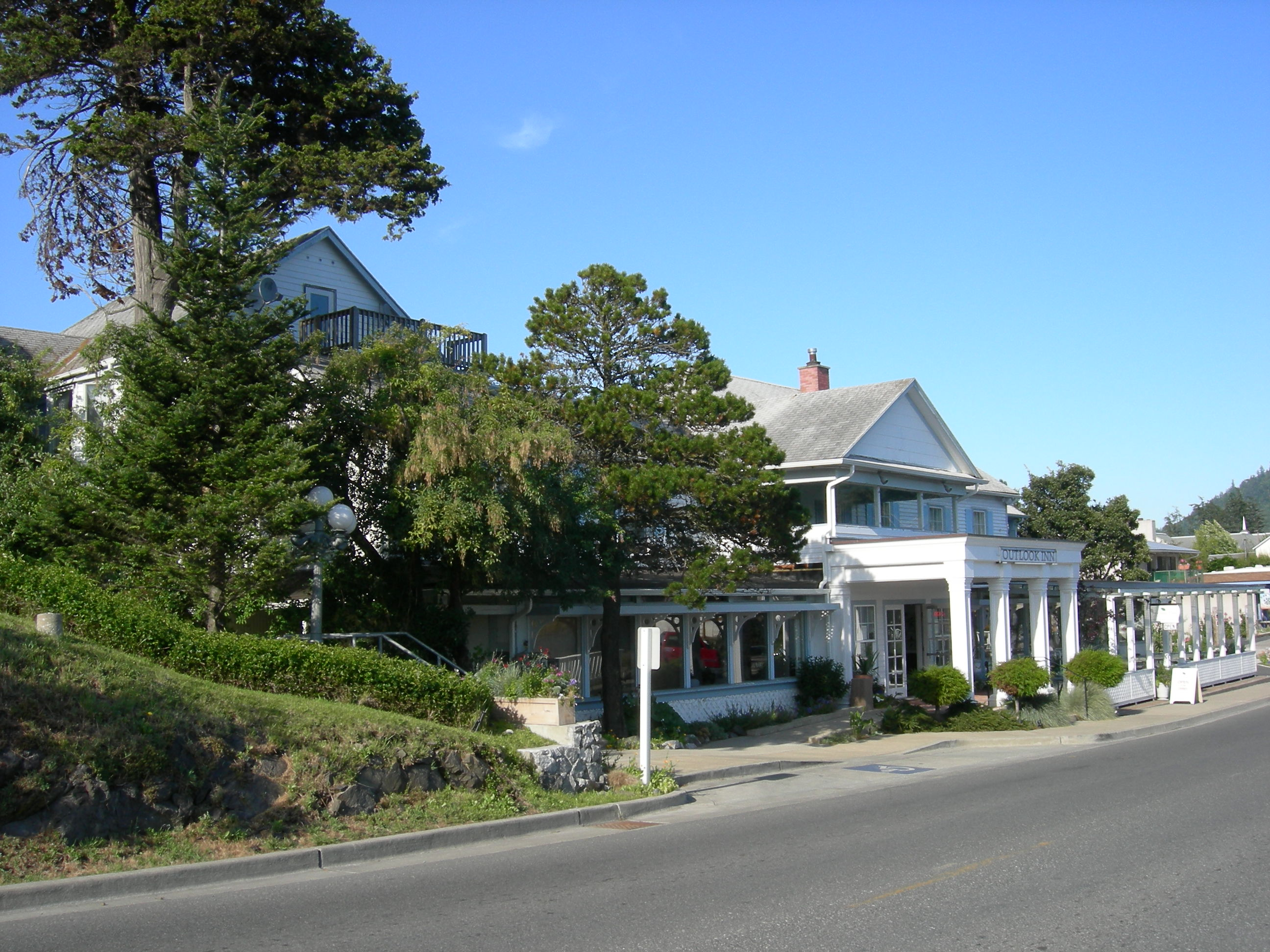
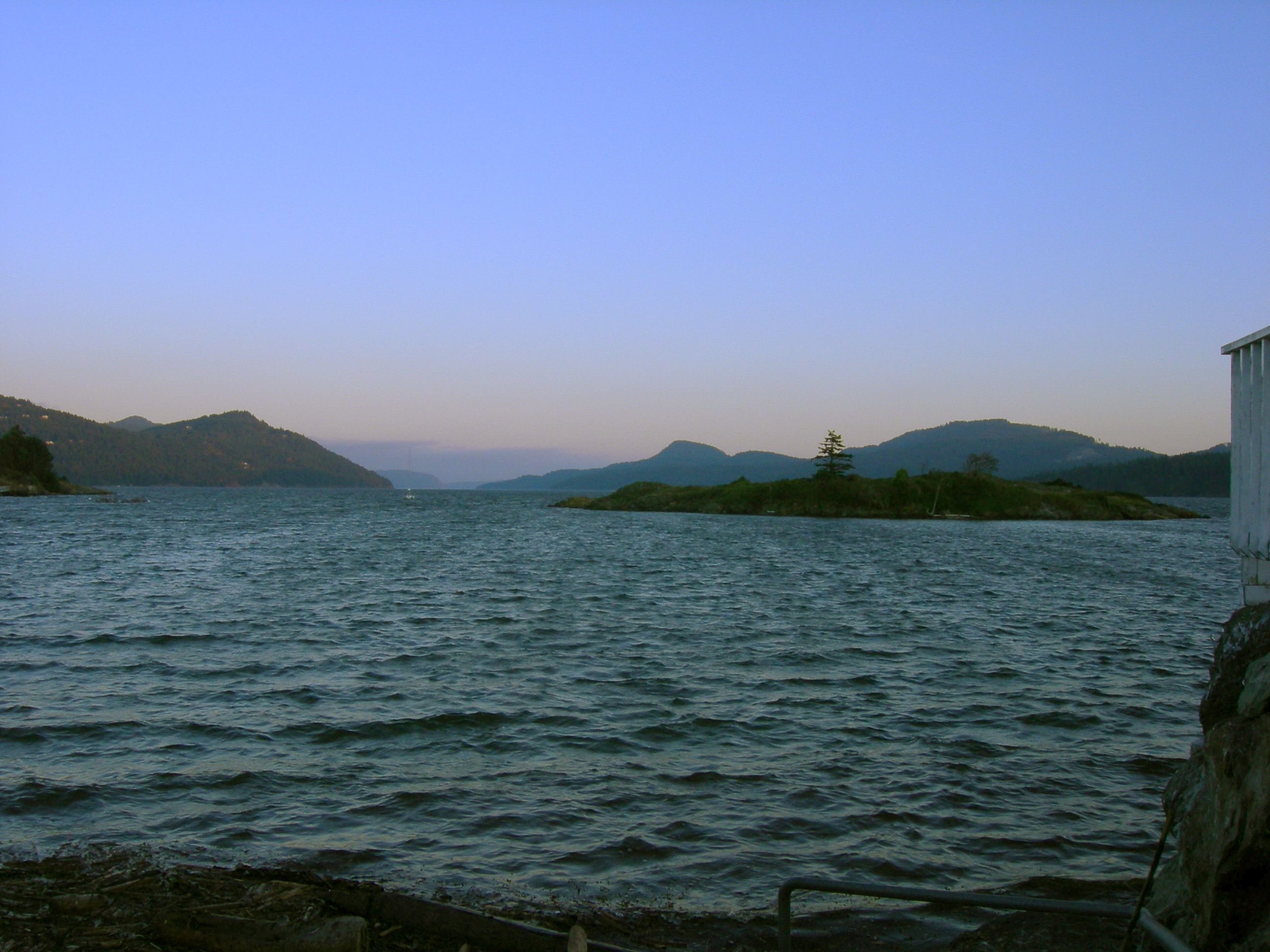
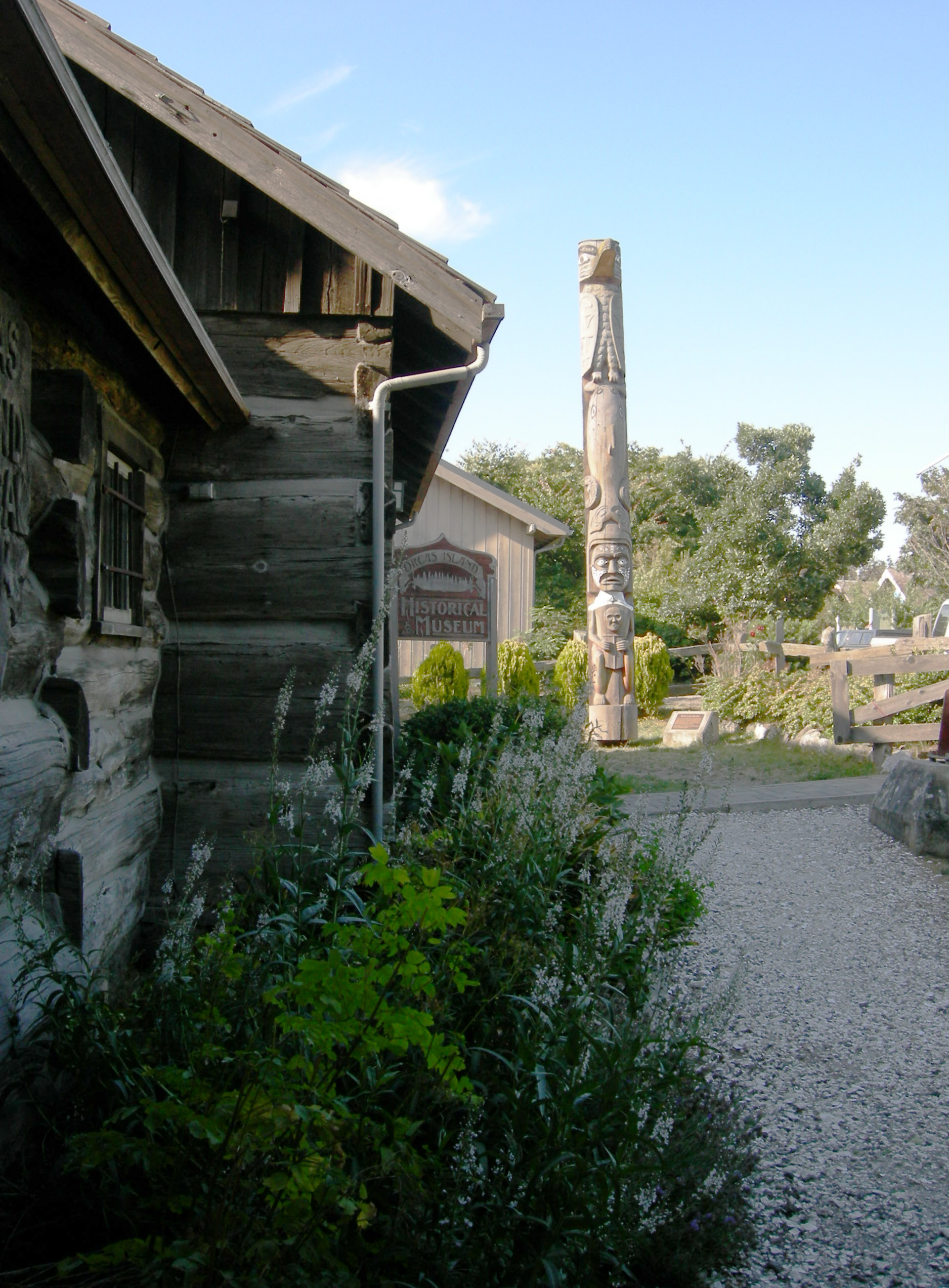